# Новая Шушь
Новая Шушь— поселок в Курагинском районе Красноярского края в составе   Брагинского сельсовета.

## География
Находится  в западной части района примерно в  30 километрах по прямой на север-северо-запад от районного центра поселка Курагино.

## Климат
Климат резко континентальный с холодной зимой и жарким летом, суровый, с большими годовыми и суточными амплитудами температуры. Среднегодовая температура воздуха— 1,5°С. Зима суровая и продолжительная. Морозы доходит до минус 40°С. Лето теплое, продолжается свыше двух месяцев. Безморозный период длится 106 дней; дней с температурой 5°С и более — 129. Среднегодовая температура колеблется от 0°С до минус  1°С. Продолжительность безморозного периода от 105 дней до 97 дней. Количество осадков 320—500 мм. Максимум осадков приходится на лето.

## Население
Постоянное население составляло 4 человек в  2010 году. 